# Motom
La Motom è stata una casa motociclistica milanese attiva dal 1947 al 1970.

## Storia

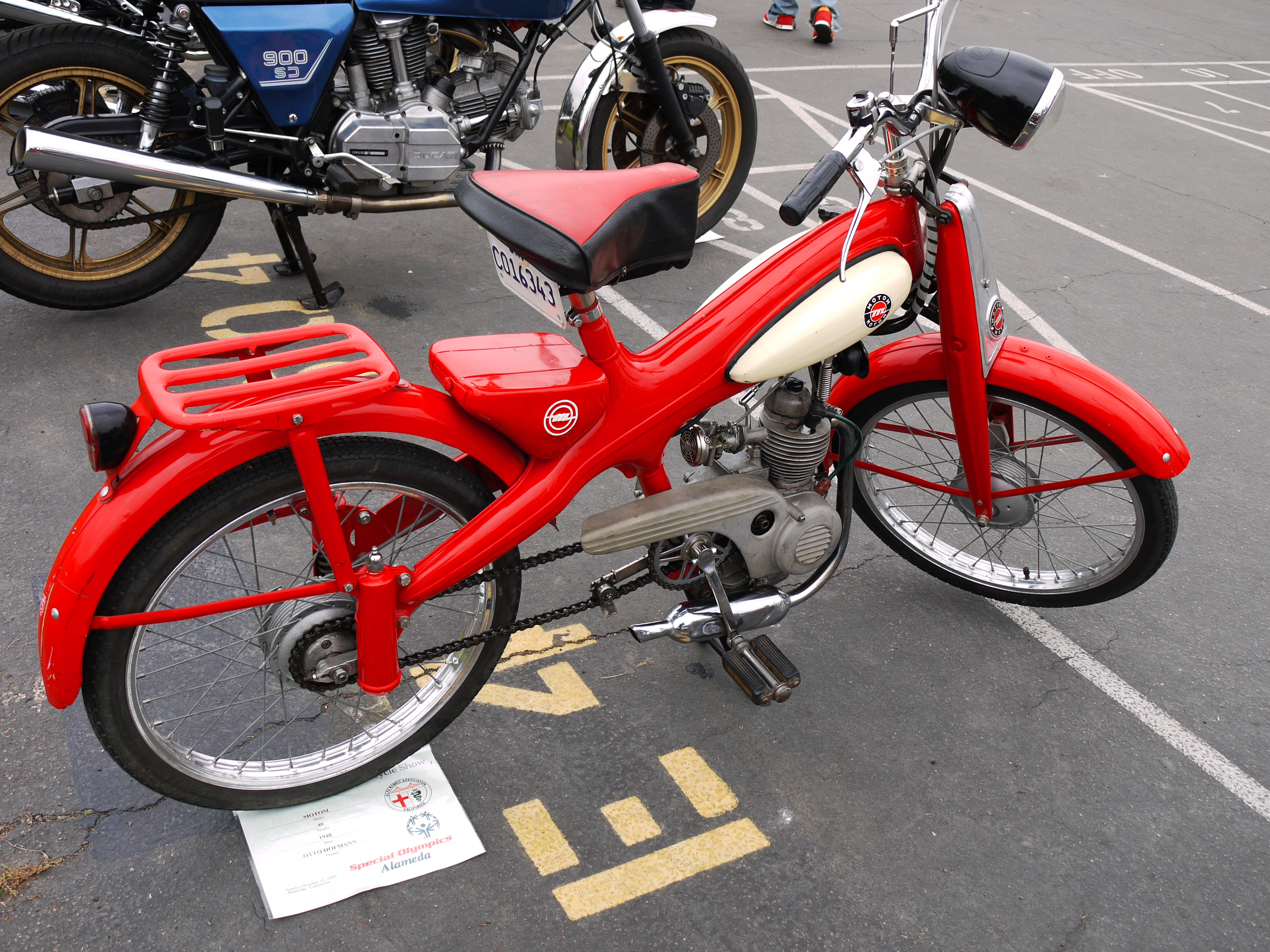
Un Motom 12/A 48 cc del 1948

La Motom nacque a Milano nel 1945 ad opera della famiglia De Angeli-Frua, intenzionata a differenziare gli investimenti dal campo tessile per cogliere l'opportunità di produrre veicoli economici, dei quali era facile prevedere una grande richiesta nel secondo dopoguerra.
La proposta che fece nascere la Motom fu quella presentata da Battista Falchetto, celebre ingegnere del campo automobilistico, già braccio destro di Vincenzo Lancia. Grazie alla sua esperienza, Falchetto progettò un robustissimo telaio a X in lamiera stampata, di semplice costruzione, accoppiato a un motore monocilindrico a 4 tempi, particolarmente parco nei consumi.
La realizzazione dei prototipi e della prima produzione vide l'intervento della carrozzeria Farina e delle officine meccaniche Ghirò di Torino e dello stabilimento Frua di Milano.

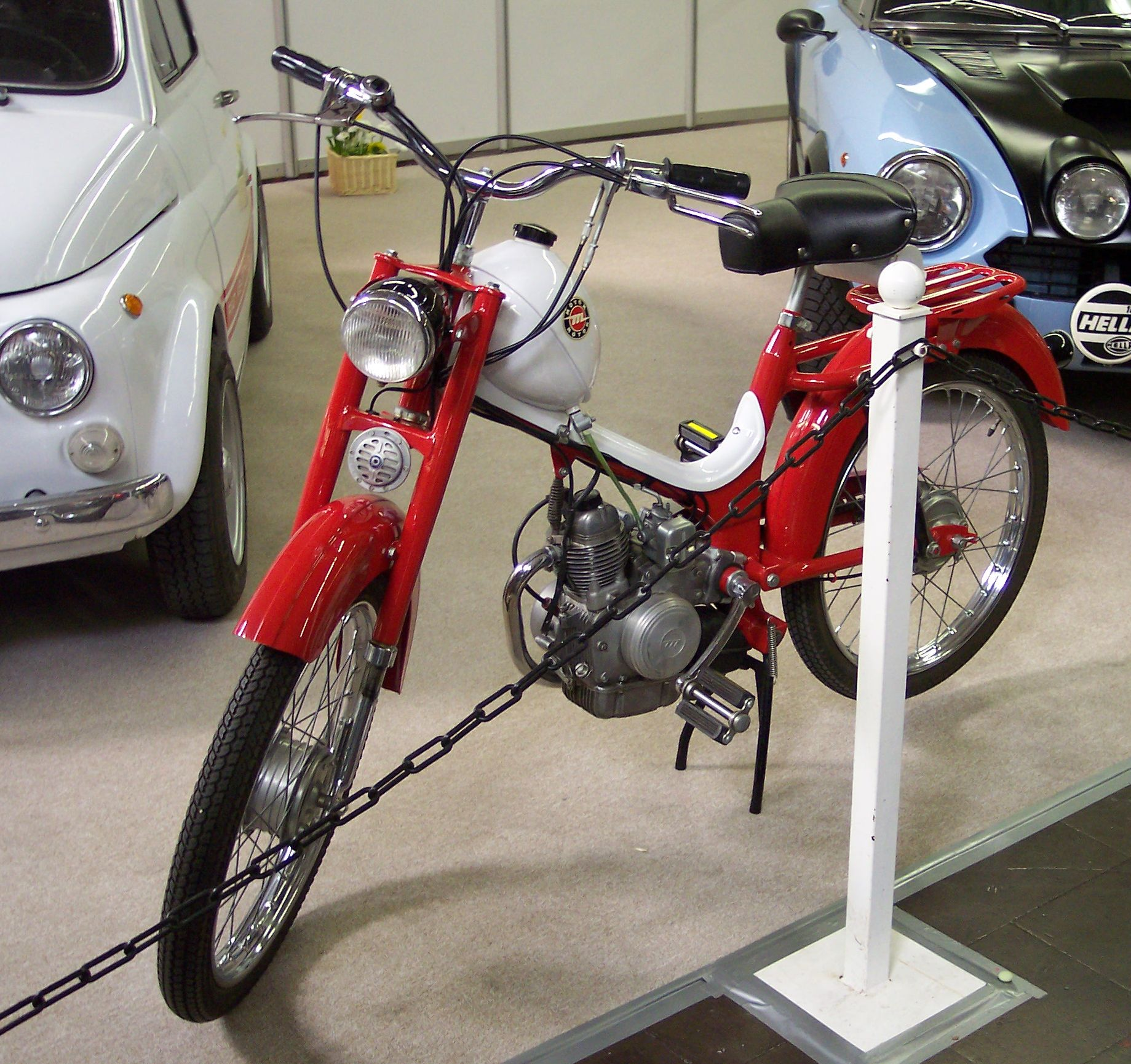
Un Motom 48 D del 1961

Il primo modello, il Motomic, fu presentato nel 1947 al Salone di Ginevra. Il nome nasceva dalla fusione delle parole "moto" e "atomica". 
Il Motomic aveva un motore a quattro tempi da 48 cm³, con valvole in testa comandate da aste e bilancieri, che sviluppava 1,4 CV. La caratteristica, che balzava all'occhio in quanto differente da tutti i prodotti similari era il telaio monoscocca, composto di due gusci di lamiera stampata saldati assieme. Nessun tubo, solo i parafanghi, il serbatoio, la sella e il manubrio come parti separate. La sospensione anteriore era semplificata; prevedeva una forcella innestata ad un piccolo parallelogramma smorzato da molle elicoidali di fronte al manubrio. Posteriormente nessuna sospensione. La trasmissione del moto era a catena ed era fornito di pedali in grado di muoverlo anche a motore spento e che servivano per la messa in moto del motore. In tutto pesava circa 35 kg.
Venne prodotto per circa venti anni per oltre mezzo milione di esemplari.

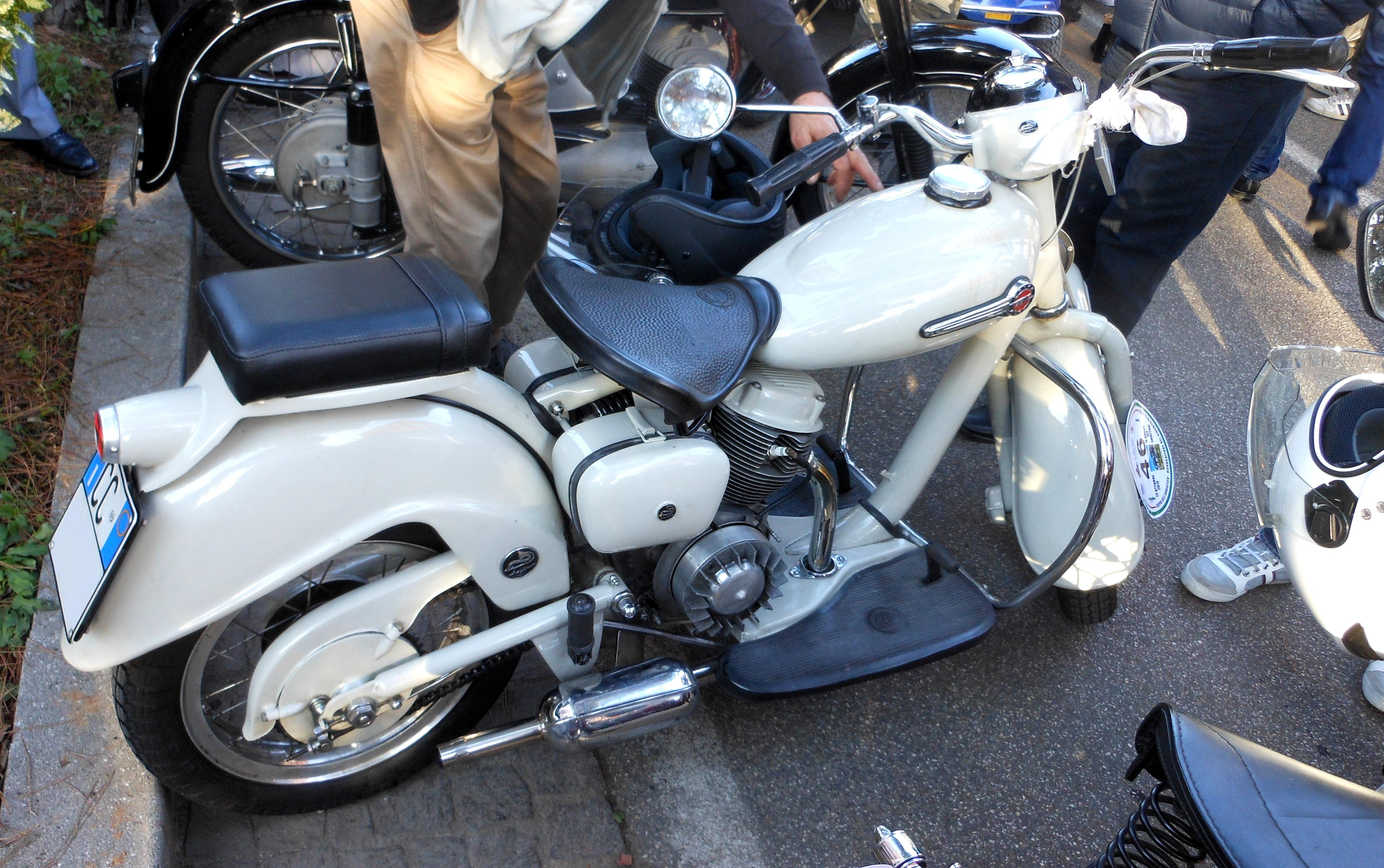
Un Motom Delfino 160 cc

La Motom presentò nel 1952 un modello dal motore di 160 cm³ cui diede nome Delfino che non riscosse un gran successo e fu posto fuori produzione sette anni dopo.
In seguito furono presentati nuovi mezzi di varie cilindrate, da 60 cm³ e da 100 cm³.
Al Salone di Milano del 1955 la Motom presentò il 98 T, un motociclo con motore da 98 cm³ con carrozzeria dalla linea avveniristica ma non trovò molto successo di vendite, a causa anche di alcuni problemi di progettazione. La Motom cessò l'attività nel 1970.

## La produzione
| Modello          | anno di fabbricazione | Note |
| ---------------- | --------------------- | ---- |
| 48 Motomic       | 1947-1948             |      |
| 48 12/A, C, D, E | 1949-1953             |      |
| 48 E             | 1954-1956             |      |
| 48 L/LL          | 1956-1958             |      |
| 48 GG            | 1957-1960             |      |
| 48 C/D           | 1960-1970             |      |
| 92               | 1962                  |      |
| 48 Sport/SS      | 1955-1962             |      |
| 48 Cross         | 1964-1969             |      |
| 98/98T           | 1955-1960             |      |
| 160 Delfino      | 1952-1956             |      |
| Daina            |                       |      |
| Dainella         |                       |      |